# Ildaura Murillo-Rohde
Ildaura Murillo-Rohde (ur. 6 września 1920, zm. 5 września 2010) – panamska pielęgniarka, nauczycielka akademicka, założycielka Krajowego Stowarzyszenia Pielęgniarek Latynoskich (1975), uznana za Legendę Amerykańskiej Akademii Pielęgniarstwa (1994).

## Życiorys
Urodziła się i wychowała w Panamie. Do Stanów Zjednoczonych przybyła w 1945. W 1948 ukończyła studia pielęgniarskie w Medical and Surgical Hospital School of Nursing. Na Uniwersytecie Columbia obroniła licencjat w zakresie nauczania i nadzoru pielęgniarstwa psychiatrycznego, a następnie magisterium w zakresie nauczania i opracowywania programów nauczania oraz magisterium w zakresie edukacji i administracji. Studiowała też w Instytucie Psychoterapii i Psychoanalizy w celu prowadzenia psychoterapii i terapii rodzinnej.
Murillo-Rohde specjalizowała się w pielęgniarstwie psychiatrycznym. Pracowała wśród ludności latynoskiej, w praktyce zawodowej skupiając się na świadomości kulturowej, by zapewnić podopiecznym jak najlepszą opiekę.
W 1971 została pierwszą pielęgniarką pochodzenia latynoskiego, która uzyskała doktorat na New York University. Murillo-Rohde pełniła funkcje prodziekana na University of Washington, zaś na New York University była pierwszym dziekanem pielęgniarstwa pochodzenia hiszpańskiego.
W 1975 założyła National Association of Spanish-Speaking Spanish-Surnamed Nurses (NASSSN), po 1979 znane jako National Association of Hispanic Nurses (NAHN). Była pierwszą przewodniczącą organizacji. W 1991 została mianowana członkinią komisji, która badała jakość opieki w szpitalach w Nowym Jorku. W 1994 została okrzyknięta Legendą Amerykańskiej Akademii Pielęgniarstwa. Była członkinią akademii.
Pełniła funkcję konsultantki Światowej Organizacji Zdrowia w Gwatemali, gdzie pomogła ustanowić programy edukacji pielęgniarskiej dla Ameryki Łacińskiej.
Zmarła w Panamie.

## Upamiętnienie
National Association of Hispanic Nurses za wybitne osiągnięcia edukacyjne przyznaje stypendium i nagrodę jej imienia.
15 września 2021 Google stworzyło Doodle poświęcone Murillo-Rohde, by uczcić początek Narodowego Miesiąca Dziedzictwa Hiszpańskiego.